# Martin Maes
Martin Maes (27 de enero de 1997) es un deportista belga que compite en ciclismo de montaña en la disciplina de descenso. Ganó una medalla de plata en el Campeonato Mundial de Ciclismo de Montaña de 2018.

## Palmarés internacional
| Campeonato Mundial | Campeonato Mundial  | Campeonato Mundial | Campeonato Mundial |
| Año                | Lugar               | Medalla            | Competición        |
| ------------------ | ------------------- | ------------------ | ------------------ |
| 2018               | Lenzerheide (Suiza) | Medalla de plata   | Descenso           |